# Стівен Голмс
Стівен Голмс (21 лютого 1948) — професор права Волтера Е. Меєра в Нью-Йоркському університеті.
У 1969 році здобув ступені бакалавра в університеті Денісона і доктора філософії у 1976 році в Єлі, де він отримав премію Джона Аддісона Портера за цей рік. Після того, як у 1985 році став доцентом політичних наук Чиказького університету, Голмс став штатним професором політології та права на юридичному факультеті університету в 1989 році. Він працював на факультеті Прінстонського університету в 1997—2000 роках як професор політики перед тим, як отримати свою теперішню посаду в Нью-Йорку.